# 竹內爽香
竹內爽香（Takeuchi Sayaka，1995年7月18日—）是日本田徑運動員，專攻短跑項目。她代表日本參加2017年夏季世界大學運動會田徑比賽女子200公尺和4×100公尺接力項目，最終獲得女子4×100公尺接力項目銅牌。

## 賽事記錄
| 年        | 賽事           | 舉辦城市   | 名次       | 項目          | 記錄      |
| 代表 日本 | 代表 日本      | 代表 日本  | 代表 日本  | 代表 日本     | 代表 日本 |
| --------- | -------------- | ---------- | ---------- | ------------- | --------- |
| 2017      | 世界大學運動會 | 臺灣臺北市 | 第27名 (h) | 200公尺       | 24.68     |
| 2017      | 世界大學運動會 | 臺灣臺北市 | 季軍       | 4×100公尺接力 | 44.56     |

## 外部連結
- 竹內爽香在的頁面
- 竹内爽香 | 慶應義塾體育會競走部[永久] （日語）